# إيه سي ميلان موسم 2004–05
بدأ نادي ميلان لكرة القدم موسم 2004–05 بشكل ميمون بالفوز بكأس السوبر الإيطالي 2004، بفوز مريح 3–0 على لاتسيو (الفائز بكأس إيطاليا في الموسم السابق)، وذلك بفضل ثلاثية من أندري شيفتشينكو. 
بدأت الدوري الإيطالي بالتعادل 2–2 مع ليفورنو.  طوال معظم الموسم، كان ميلان في المركز الثاني خلف يوفنتوس، في سباق نقاط متقارب. ومع ذلك، بعد الجولات من 25 إلى 30، ومرة أخرى الجولات من 33 إلى 34، كان ميلان في المركز الأول. في 8 مايو 2005، واجه ميلان يوفنتوس على أرضه؛ وبحلول الأسبوع 35، كان لدى الفريقين إحصائيات متطابقة تقريبًا حيث جمعا 76 نقطة و23 فوزًا و7 تعادلات و4 هزائم، مع تفوق ميلان بشكل طفيف في فارق الأهداف (+36) مقابل (+35) ليوفنتوس مما جعلهم في الصدارة.  بعد خسارة المباراة الحاسمة المحتملة للقب بنتيجة 1–0 بهدف لدافيد تريزيغيه، تعادل ميلان ثلاث مرات أخرى بعد ذلك وانتهى في المركز الثاني. 
في دوري الأبطال، كان ميلان ناجحًا وواثقًا من نفسه، حيث تصدر مجموعات بشكل مريح (التي ضمت برشلونة وسلتيك وشاختار دونيتسك) ثم أطاح بمانشستر يونايتد وغريمه عبر المدينة إنتر ميلان وآيندهوفن، وبالتالي وصل إلى نهائي دوري أبطال أوروبا للمرة الثانية في ثلاث سنوات. 